# International Mercantile Marine Company Building
El  International Mercantile Marine Company Building es un edificio histórico de oficinas ubicado en la ciudad de Nueva York, (estado de Nueva York). El inmueble, también conocido como One Broadway, está situado en el extremo sur de la calle Broadway de Manhattan, Nueva York (Estados Unidos). 

## Historia
Fue levantado en 1882 en un estilo reina Ana y llamado Washington Building, al situarse en el antiguo emplazamiento del hotel Washington. El edificio fue adquirido por la compañía naviera International Mercantile Marine Company (IMM) en 1919 para servir como sede central de sus oficinas, y entonces fue rediseñado en el estilo neoclásico que mantiene hoy en día. Sirvió como sede principal de la IMM y de su sucesora, la United States Lines, hasta 1984 cuando la firma fue reubicada en Cranford, Nueva Jersey.
Se encuentra inscrito como un Hito Histórico Neoyorquino en la Comisión para la Preservación de Monumentos Históricos de Nueva York al igual que en el Registro Nacional de Lugares Históricos desde el 2 de marzo de 1991. Se realizó una restauración en 1992, y la planta baja actualmente alberga una sucursal del Citibank en el antiguo espacio que ocupaba el vestíbulo principal.